# Lancia D50
O Lancia D50 (também conhecido por Lancia-Ferrari D50) foi um carro de Fórmula 1 projetado por Vittorio Jano para a Scuderia Lancia em 1954, o carro usava muitos recursos inovadores. Foram construídos seis carros, e dois deles são exibidos em museus italianos.

## Descrição
O D50 fez sua estreia na corrida final da temporada de Fórmula 1 de 1954 nas mãos do então atual campeão mundial, o piloto italiano Alberto Ascari. Em seu primeiro evento, Ascari conquistou a pole position na corrida de qualificação e de corrida mais rápida, embora a embreagem de seu carro tenha falhado após apenas dez voltas. Após a morte de Ascari, e em crescente dificuldade financeira, a família Lancia vendeu sua participação de controle na empresa Lancia, e os ativos da Scuderia Lancia foram entregues à Scuderia Ferrari. A Ferrari continuou a desenvolver o carro, embora tenha removido muitos dos projetos mais inovadores de Jano, e o carro foi rebatizado como "Lancia-Ferrari D50" e posteriormente para "Ferrari D50". Juan Manuel Fangio venceu o Campeonato Mundial de Pilotos de 1956 com este carro modificado pela Ferrari.

## Ferrari 801
O D50 competiu a temporada de 1957, bastante modificado e sendo nomeado de "Ferrari 801", mas era pouco competitivo contra o carro de última geração da Maserati, o Maserati 250F.